# Marsdenia araujacea
Marsdenia araujacea är en oleanderväxtart som beskrevs av Ferdinand von Mueller. Marsdenia araujacea ingår i släktet Marsdenia och familjen oleanderväxter. Inga underarter finns listade i Catalogue of Life.